# Памятник банковской пластиковой карте
Памятник пластиковой банковской карте был открыт 5 августа 2011 года в Екатеринбурге. Памятник установлен на углу улицы Малышева и Банковского переулка и представляет собой барельеф в виде руки, которая держит карту. Размеры памятника — порядка двух метров в высоту и метра в ширину.
Инициатором создания памятника выступил ВУЗ-банк, который в 2011 году отмечал 20-летие со дня основания. Идею воплотил екатеринбургский скульптор Сергей Беляев. На памятнике выгравировано имя — Эдвард Беллами. Это писатель-фантаст, который в своем романе «Взгляд в прошлое» в 1888 году первым выдвинул идею кредитных карт.